# Commissario europeo per la programmazione finanziaria ed il bilancio
Il commissario europeo per la programmazione finanziaria ed il bilancio è un membro della Commissione europea. L'attuale commissario è il polacco Piotr Serafin.

## Competenze
La carica è principalmente responsabile per la gestione del bilancio dell'Unione europea e del problemi finanziari collegati, ad eccezione delle procedure di bilancio che cadono sotto la giurisdizione del Commissario europeo per gli Affari Amministrativi, gli Audit e la Lotta Antifrode.
Al Commissario per la programmazione finanziaria ed il bilancio fa capo la Direzione Generale per il bilancio della Commissione, attualmente diretta dal francese Hervé Jouanjean.

## Il commissario attuale
Attualmente tale incarico è ricoperto da Piotr Serafin in carica 1º dicembre 2024.

## Politiche precedenti
Il budget del Commissario Dalia Grybauskaitė del 2008, di 121,6 miliardi di euro, propose per la prima volta che il budget per lo sviluppo sostenibile (57,2 miliardi di euro) sarebbe stato più alto di quello della Politica agricola comune (56,3 miliardi), tradizionalmente la maggiore fonte di spesa nell'UE. Decise anche che vi sarebbe stato un incremento nei fondi strutturali, nell'energia, e nei trasporti del 14%, nella ricerca dell'11% e nell'istruzione del 9%. Fu anche stabilito l'aumento nei budget amministrativi, per gli aiuti al Kosovo ed alla Palestina e dei fondi per il Sistema di posizionamento Galileo.

## Cronologia
|    | Commissario                | Stato Membro | Commissione                                               | Durata                               | Incarico |
| -- | -------------------------- | ------------ | --------------------------------------------------------- | ------------------------------------ | --- |
| 1  | Albert Coppé               | Belgio       | Commissione Rey Commissione Malfatti Commissione Mansholt | 7 giugno 1967 - 5 gennaio 1973       | Bilancio e Comunicazione Affari Sociali, Trasporto e Bilancio                                                                   |
| 2  | Jean-François Deniau       | Francia      | Commissione Mansholt                                      | 22 marzo 1972 - 5 gennaio 1973       | Sviluppo, Bilancio e Controllo Finanziario                                                                                      |
| 3  | Claude Cheysson            | Francia      | Commissione Ortoli                                        | 6 gennaio 1973 - 5 gennaio 1977      | Sviluppo, Bilancio e Controllo Finanziario                                                                                      |
| 4  | Christopher Tugendhat      | Regno Unito  | Commissione Jenkins Commissione Thorn                     | 6 gennaio 1977 - 5 gennaio 1985      | Bilancio e Controllo Finanziario, Istituzioni Finanziarie Bilancio e Controllo Finanziario, Istituzioni Finanziarie e Fiscalità |
| 5  | Henning Christophersen     | Danimarca    | Commissione Delors I                                      | 6 gennaio 1985 - 5 gennaio 1989      | Bilancio e Controllo Finanziario, Personale e Amministrazione                                                                   |
| 6  | Peter Schmidhuber          | Germania     | Commissione Delors II Commissione Delors III              | 6 gennaio 1989 - 22 gennaio 1995     | Bilancio e Controllo Finanziario Bilancio e Controllo Finanziario, Fondo di Coesione                                            |
| 7  | Erkki Liikanen             | Finlandia    | Commissione Santer e Commissione Marín                    | 22 gennaio 1995 - 15 settembre 1999  | Bilancio, Amministrazione del Personale                                                                                         |
| 8  | Michaele Schreyer          | Germania     | Commissione Prodi                                         | 16 settembre 1999 - 21 novembre 2004 | Bilancio |
| 9  | Marcos Kyprianou           | Cipro        | Commissione Prodi                                         | 1º maggio - 21 novembre 2004         | Bilancio |
| 10 | Dalia Grybauskaitė         | Lituania     | Commissione Barroso I                                     | 22 novembre 2004 - 11 novembre 2009  | Programmazione Finanziaria e Bilancio                                                                                           |
| 11 | Algirdas Šemeta            | Lituania     | Commissione Barroso I                                     | 1º luglio 2009 - 9 febbraio 2010     | Programmazione Finanziaria e Bilancio                                                                                           |
| 12 | Janusz Lewandowski         | Polonia      | Commissione Barroso II                                    | 9 febbraio 2010 - 30 giugno 2014     | Programmazione Finanziaria e Bilancio                                                                                           |
| 13 | Andris Piebalgs ad interim | Lettonia     | Commissione Barroso II                                    | 1° - 17 luglio 2014                  | Programmazione Finanziaria e Bilancio                                                                                           |
| 14 | Jacek Dominik              | Polonia      | Commissione Barroso II                                    | 17 luglio - 30 ottobre 2014          | Programmazione Finanziaria e Bilancio                                                                                           |
| 15 | Kristalina Georgieva       | Bulgaria     | Commissione Juncker                                       | 1º novembre 2014 - 31 dicembre 2016  | Bilancio e Risorse umane |
| 16 | Günther Oettinger          | Germania     | Commissione Juncker                                       | 1º gennaio 2017 - 30 novembre 2019   | Bilancio e Risorse umane |
| 17 | Johannes Hahn              | Austria      | Commissione von der Leyen I                               | 1º dicembre 2019 - 1° dicembre 2024  | Bilancio e Amministrazione |
| 18 | Piotr Serafin              | Polonia      | Commissione von der Leyen II                              | 2024 - in carica                     | Bilancio, Lotta antifrode e Pubblica amministrazione                                                                            |